# Stef Aerts
Pour les articles homonymes, voir Aerts.
Stef Aerts, né le 22 novembre 1987 à Turnhout (Belgique), est un acteur belge.

## Filmographie partielle

### Au cinéma
- 2008 : TBS : le garçon dégingandé
- 2010 : Adem : Tom
- 2010 : Smoorverliefd : Fre
- 2010 : Marie : l'homme au bar
- 2011 : Frontman
- 2011 : Germaine (Groenten uit Balen) : Arnout
- 2014 : Welp : Peter
- 2016 : Belgica : Jo
- 2015 : Men of the Final Hour (court-métrage) : Gabriel
- 2020 : Bandits des Bois : Francis Tincke
- 2023 : Wil : Wil